# Lawrence Michael De Falco
Lawrence Michael De Falco (* 25. August 1915 in McKeesport, Pennsylvania; † 22. September 1979) war ein US-amerikanischer Geistlicher und römisch-katholischer Bischof von Amarillo.

## Leben
Lawrence Michael De Falco empfing am 11. Juni 1942 das Sakrament der Priesterweihe.
Am 16. April 1963 ernannte ihn Papst Johannes XXIII. zum Bischof von Amarillo. Der Bischof von Dallas-Fort Worth, Thomas Kiely Gorman, spendete ihm am 30. Mai desselben Jahres die Bischofsweihe; Mitkonsekratoren waren der Bischof von Tucson, Francis Joseph Green, und der Bischof von Little Rock, Albert Lewis Fletcher. Die Amtseinführung erfolgte am 13. Juni 1963.
Am 28. August 1979 trat Lawrence Michael De Falco als Bischof von Amarillo zurück.